# Howard Atherton
Howard William Atherton (* 12. August 1947 in Ilford, Greater London, England) ist ein britischer Kameramann.

## Leben und Wirken
Der aus dem Großraum London stammende Atherton hatte die London Film School besucht und sukzessive als camera loader (1970 bei dem Film Melody), einfacher Kameramann (sogenannter camera operator) und schließlich als Chefkameramann (director of cinematography) gearbeitet. Zwischen seinen Aufträgen für den Kinofilm fotografierte er auch immer wieder Werbung (unter anderem für mehrere Biersorten, den Volkswagen-Konzern und die Times).
In den 1970er Jahren verdiente sich Atherton seinen Lebensunterhalt als einfacher Kameramann und lichtete einige prominente Produktionen ab, darunter den Monty-Python-Hit Die Ritter der Kokosnuß und als Second-Unit-Kameramann 1978/79 die beiden Science-Fiction-Filme Alien – Das unheimliche Wesen aus einer fremden Welt und Das Imperium schlägt zurück.
1982 erhielt er erstmals das Angebot, als Chefkameramann für den Kinofilm zu arbeiten. Athertons Durchbruch erfolgte in der zweiten Hälfte der 80er Jahre in Hollywood mit dem Thriller Eine verhängnisvolle Affäre. In den folgenden sieben Jahren fotografierte er weitere überwiegend kommerziell erfolgreiche US-Produktionen wie Black Rain (nur Vor-Ort-Fotografie in Japan), Meerjungfrauen küssen besser, Ein unmoralisches Angebot und Bad Boys – Harte Jungs. Seit seiner Mitarbeit an der Lolita- Neuverfilmung von Adrian Lyne, wo er während der Dreharbeiten (1995/96) den Kollegen Jeffrey Kimball abgelöst hatte, war Atherton an keinem Kassenhit mehr beteiligt.
Atherton, der in späteren Jahren auch Vorlesungen an seiner alten Alma Mater in London gehalten hat, wurde für seine Leistungen auf dem Gebiet der Fotografie zweimal ausgezeichnet. 1996 erhielt er den RTS Craft and Design: Camera Award sowie den Kodak Award für seine Arbeit an dem zweiteiligen Fernsehfilm Gullivers Reisen. Im selben Jahr erhielt er eine Emmy-Nominierung.

## Filmografie (Auswahl)
Chefkameramann
- 1976: The Unbroken Arrow (Miniserie)
- 1982: Helen (Kurzfilm)
- 1982: Runners
- 1983: Keep Off the Grass (Kurzfilm)
- 1986: Eine verhängnisvolle Affäre (Fatal Attraction)
- 1987: Der Preis des Erfolges (The Boost)
- 1989: Meerjungfrauen küssen besser (Mermaids)
- 1990: Mr. Bean (Fernsehserie, zwei Folgen)
- 1992: Ein unmoralisches Angebot (Indecent Proposal)
- 1994: Bad Boys – Harte Jungs (Bad Boys)
- 1995: Gullivers Reisen (Gulliver’s Travels, Fernsehfilm)
- 1997: Lolita
- 1997: Mirad (Fernsehfilm)
- 1997: Octalus – Der Tod aus der Tiefe (Deep Rising)
- 1999: Aufgelegt! (Hanging Up)
- 2002: The Abduction Club – Entführer & Gentlemen (The Abduction Club)
- 2001: Pas de trois (Kurzfilm)
- 2003: The Legend of Simon Conjuror
- 2004: Colour Me Kubrick: A True…ish Story
- 2005: Lassie kehrt zurück (Lassie)
- 2007: Die Zeit, die uns noch bleibt (And When Did You Last See Your Father?)
- 2011: The Gold Rush Boogie
- 2013: The Deadly Game